# Нью-Амстердам (Гаяна)
Нью-Амстердам (англ. New Amsterdam) — одне з найбільших міст держави Гаяна. Адміністративний центр регіону Східний Бербіс-Корентайн.

## Географія
Розташоване приблизно за 100 км на південний схід від столиці країни, міста Джорджтаун. Знаходиться на східному березі річки Бербіс, приблизно за 6 км від місця її впадіння в Атлантичний океан.

### Клімат
Місто знаходиться у зоні, котра характеризується вологим тропічним кліматом. Найтепліший місяць — вересень із середньою температурою 27.9 °C (82.2 °F). Найхолодніший місяць — січень, із середньою температурою 26.8 °С (80.2 °F).
| Клімат Нью-Амстердама   | Клімат Нью-Амстердама | Клімат Нью-Амстердама | Клімат Нью-Амстердама | Клімат Нью-Амстердама | Клімат Нью-Амстердама | Клімат Нью-Амстердама | Клімат Нью-Амстердама | Клімат Нью-Амстердама | Клімат Нью-Амстердама | Клімат Нью-Амстердама | Клімат Нью-Амстердама | Клімат Нью-Амстердама | Клімат Нью-Амстердама |
| Показник                | Січ.                  | Лют.                  | Бер.                  | Квіт.                 | Трав.                 | Черв.                 | Лип.                  | Серп.                 | Вер.                  | Жовт.                 | Лист.                 | Груд.                 | Рік                   |
| Середня температура, °C | 26,8                  | 26,9                  | 27,1                  | 26,9                  | 27,2                  | 27,1                  | 27,1                  | 27,5                  | 27,9                  | 27,8                  | 27,6                  | 27,1                  | 27,3                  |
| Норма опадів, мм        | 226.4                 | 141.2                 | 136.5                 | 181.7                 | 283.5                 | 294.6                 | 263.9                 | 164.8                 | 60.8                  | 70.1                  | 102                   | 247.8                 | 2173.3                |
| Днів з опадами          | 22,9                  | 14,8                  | 15,2                  | 16,9                  | 25,3                  | 22                    | 26,1                  | 18,3                  | 12,6                  | 12,9                  | 16,4                  | 22,3                  | 225,7                 |
| Вологість повітря, %    | 76.9                  | 74                    | 73.6                  | 75.8                  | 79.4                  | 80.6                  | 79                    | 76.6                  | 75                    | 75.1                  | 76.2                  | 77.9                  | 76.7                  |
| ----------------------- | --------------------- | --------------------- | --------------------- | --------------------- | --------------------- | --------------------- | --------------------- | --------------------- | --------------------- | --------------------- | --------------------- | --------------------- | --------------------- |
| Джерело: Weatherbase    |                       |                       |                       |                       |                       |                       |                       |                       |                       |                       |                       |                       |                       |

## Населення
Населення міста становить близько 33 тисяч чоловік.

## Історія
Спочатку місто розміщувався на 90 км вище за течією річки Бербіс (також на її правому березі). Після того, як голландцями був заснований Форт-Нассау, навколо нього стало розвиватися поселення, від якого стали відділятися висілки. Одним з таких висілків стала заснована в 1740-х роках село Форт-Сінт-Андріс (нід. Fort Sint Andries). Село швидко розвивалася, і на початку другої половини XVIII століття тут вже була лютеранська церква, суд, трактир та дві кузні. Коли в 1763 році відбулося повстання рабів в Бербісі, то повстанський вождь Куффі зробив будівлю суду своєю ставкою. Після того, як повстанці в 1764 році були змушені залишити це місце, село вщент спалили, вціліла лише побудована з цегли будівля лютеранської церкви (Форт-Нассау був зруйнований ще раніше самою голландською владою, щоб запобігти його попаданню в руки повстанців).
Після придушення повстання поселення почало відновлюватися, проте незабаром стало зрозуміло, що центром колонії воно більше бути не може: плантатори переміщалися на більш родючі землі в пониззя річки Бербіс, і туди ж зміщувався центр економічної активності регіону. У 1785 році було прийнято принципове рішення про перенесення адміністративного центру, а в 1790 році мешканцям поселення Форт-Сінт-Андрис були виділені земельні ділянки на новому місці, і надано 6 місяців на переїзд. Так виникло поселення Ньїв-Амстердам (нід. Nieuw Amsterdam).
Після того, як почалися Наполеонівські війни, у ході яких Нідерланди були окуповані Францією, під час Війни першої коаліції ці землі були в 1795 році захоплені англійцями. У 1802 році, відповідно до Ам'єнського мирного договору, вони були повернуті голландцям, але бойові дії незабаром відновилися, і англійці знову окупували ці території. Лондонська конвенція 1814 року закріпила перехід колонії під владу Великої Британії, і назва міста, що означає «Новий Амстердам», стала читатися не по-нідерландськи, а по-англійськи, як Нью-Амстердам. У 1831 році Сполучена колонія Демерара і Ессекібо, адміністративним центром якої був Нью-Амстердам, була об'єднана з колонією Бербіс в нову адміністративну одиницю — колонію Британська Гвіана. Столицею нової колонії став Джорджтаун, а Нью-Амстердам втратив свій столичний статус.